# Hayat Al-Fahad
Hayat Al-Fahad (Kuwait, 18 de abril de 1948) es una actriz kuwaití. Es considerada una de las artistas del Golfo más destacadas. Además de ser actriz, también hace poesía y escribe historias y guiones televisivos. Ha escrito muchas series de televisión y tiene un libro de poesía llamado Attaab, que se publicó a finales de los años setenta. 

## Biografía
Al-Fahad nació en el distrito de Sharq de la ciudad de Kuwait. A los cinco años se mudó con su familia al distrito de Mirqab y vivió cerca de la Mezquita Abdullah Al-Mubarak. Perdió a su padre y sufrió maltratos por parte de su madre. Tiene tres hermanos: Sharifa, su hermana mayor; Ghanima, su hermana menor; y un hermano. 
Al-Fahad no completó sus estudios primarios, pero aprendió a leer y escribir cuando sintió la necesidad de hacerlo y llegó a dominar la lectura y la escritura tanto en árabe como en inglés. A principios de los años cincuenta, descubrió su amor por el arte tras ver una película protagonizada por Farid al-Atrash. Iba mucho al cine con su familia y, con el tiempo, se convirtió en su pasatiempo favorito.

## Trayectoria

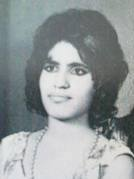
Hayat Al-Fahad en su juventud

Mientras trabajaba en el Hospital Al-Sabah con su compañera de trabajo, Amina Al-Sharrah, el equipo de la serie Abu Jassoum visitó el hospital, y les preguntó si les gustaría trabajar en la industria del espectáculo. Amina Al-Sharrah respondió que quería ser locutora y Al-Fahad dijo que quería ser actriz. El equipo de Abu Jassoum preguntó si su familia estaba de acuerdo y le dijo que regresaría más tarde al hospital para averiguar su respuesta. Después de ese encuentro, Hayat Al-Fahad le explicó a su madre su deseo de actuar, pero esta se negó a aceptarlo y la golpeó. Al cabo de un tiempo, el equipo de Abu Jassoum volvió al hospital y le preguntaron a Al-Fahad si ya sabía su respuesta. Ella les dijo que aún no y les pidió una segunda oportunidad. Después de dos meses de luchar por su sueño, Al-Fahad empezó una huelga de hambre. En ese momento, el equipo de Abu Jassoum, que trabajaba con el ejército, conoció al hermano de Al-Fahad y trataron de convencerlo para que su madre la dejara actuar.
Al-Fahad inició su carrera artística en 1963, cuando formó parte de la obra de teatro Al-Dhahiyah, escrita por Saqr Al-Rashood y en la cual participó junto con el artista Mansour Al-Mansour. También debutó en la televisión con la serie Aila Bou Jassoum, que se estrenó en 1962.
Durante su carrera, apareció en muchas series y obras de teatro, tanto comedias como tragedias. Entre 1965 y 1968 trabajó como locutora en Radio Kuwait y presentó varios programas con Amal Abdullah y Jassim Kamal. 

### Dúos artísticos
Durante un período de su carrera, formó un dúo exitoso con la actriz Souad Abdullah. Esta cooperación dio lugar a obras que dejaron una huella artística en el Golfo. Estas obras incluían: Ruqaya y Sabika, Paz mundial, Mi tía Qamshah, Suleiman Al-Tayeb y otros. Durante un tiempo dejaron de trabajar juntos y el último trabajo en el que colaboraron después de la parada fue la serie catarí Eyal Al-Deeb en el año 2000. Sin embargo, en 2013, la estrenaron junto a otra serie, La casa de Abouna, escrita por Wedad Al-Kuwari. Por lo tanto, esta obra significó el regreso de su colaboración durante la duración de esta obra.
Durante su carrera artística, formó otros dúos distinguidos que dejaron una huella en el mundo del espectáculo del Golfo, incluido el actor Ganem Al-Saleh. Entre sus series distinguidas se encuentran: Mi tía Qamshah, El Remolino, Ruqaya y Sabika, Los Extraños, Salió y no volvió, Saludos, Una familia sobre un horno caliente, Al-Kharraz, Esposa virtual, Un viajero sin identificación, y el último trabajo que los unió Leida Eid.

## Vida familiar
Se casó por primera vez, en 1965, a los diecisiete, con un cirujano iraquí de Basora llamado Qusay Al-Chalabi. Al-Chalabi trabajaba como subsecretario del Ministerio de Información de Kuwait. Acompañó a su marido a El Cairo cuando él estudiaba medicina, por lo que dejó de actuar durante tres años a su petición, a pesar de haber acordado antes de casarse que no dejaría el arte. Durante esta temporada se dedicó a la radio como locutora. Se acabaron separando porque quería dedicarse al arte.
- Datos: Q12209738
- Multimedia: Hayat Al-Fahad / Q12209738